# Montaldo Scarampi
Montaldo Scarampi és un municipi situat al territori de la província d'Asti, a la regió del Piemont, (Itàlia).
Montaldo Scarampi limita amb els municipis de Mombercelli, Montegrosso d'Asti i Rocca d'Arazzo.
Pertanyen al municipi les frazioni de Forn i Sant'Antonio.